# Pravna fakulteta v Mariboru
Pravna fakulteta (kratica PF) v Mariboru je članica Univerze v Mariboru. Razvoj PF je potekal od delovanja Višje pravne šole (1960–1990), preko Visoke pravne šole (1990–1993) do oblikovanja Pravne fakultete v letu 1993.

## Ustanovitev
Pravno fakulteto v Mariboru je ustanovil Državni zbor Republike Slovenije z Zakonom o ustanovitvi Visoke pravne šole v Mariboru in Zakonom o spremembi zakona o ustanovitvi Visoke pravne šole v Mariboru. Pravna fakulteta je naslednica Višje pravne šole, ki je pričela izobraževanje v višješolskem programu v letu 1960, oz. Visoke pravne šole, ki je pričela izobraževanje v visokošolskem izobraževalnem programu Pravo v študijskem letu 1991/92, univerzitetni študijski program Pravo pa se je pričel izvajati v študijskem letu 1996/97.

## Poslanstvo in vizija
Osnovno poslanstvo Pravne fakultete Univerze v Mariboru je ustvarjanje in pridobivanje znanja na področju prava in s pravom povezanih interdisciplinarnih področij, kar omogoča izobraževanje strokovnjakov s pravno izobrazbo ter konkurenčno vključevanje le-teh v domače in mednarodno okolje.
Vizija razvoja Pravne fakultete Univerze v Mariboru je postati priznana visokošolska institucija na področju posredovanja pravnih znanj ter združevanja pedagoškega in raziskovalnega dela, kar naj omogoča oblikovanje diplomantov prava, ki bodo v družbi cenjeni in iskani, hkrati pa bi fakulteta bila zanesljiv partner na področju visokošolskega izobraževanja ter raziskovanja na področju prava v Evropi in širše.

## Vodstvo fakultete
- Dekan: Tomaž Keresteš
- Prodekan za izobraževalno dejavnost: Darja Senčur Peček
- Prodekanja za znanstveno - raziskovalno dejavnost: Janja Hojnik
- Prodekan za mednarodno dejavnost: Vesna Rijavec
- Prodekanja za študentska vprašanja: Asja Lešnik

## Študij
V posameznih letnikih enovitega univerzitetnega študijskega programa Pravo, ki ga izvaja Pravna fakulteta Univerze v Mariboru, je po osem predmetov, razen v četrtem letniku, katerega predmetnik vsebuje šest skupnih predmetov in pet izbirnih skupin po pet predmetov.
S študijskim letom 2009/10 je fakulteta pričela z izvajanjem bolonjskega študijskega program na treh stopnjah:
- Univerzitetni študijski program I. stopnje Pravo

- Magistrski študijski program II. stopnje Pravo

- Doktorski študijski program III. stopnje Pravo

## Specializacija znanj
Pravna fakulteta Univerze v Mariboru je kot prva v Sloveniji pri Nacionalni agenciji za kakovost Republike Slovenije v visokem šolstvu (NAKVIS) akreditirala in pričela leta 2012 izvajati študijska programa:
- Specializacija znanj iz davčnega prava;
- Specializacija znanj iz korporacijskega prava.

Študijska programa za izpopolnjevanje Specializacija znanj iz davčnega prava in Specializacija znanj iz korporacijskega prava sta namenjena predvsem pravnikom, ekonomistom in organizatorjem dela iz gospodarstva, gospodarskih družb in gospodarskih subjektov na eni strani ter iz državnih organov, katerih dejavnosti posegajo na trg in gospodarstvo v Republiki Sloveniji in Evropski uniji, na drugi strani.
Programa sta obliki vseživljenjskega učenja in sta namenjena izpopolnjevanju, dopolnjevanju, poglabljanju, posodabljanju in predvsem specializaciji znanj že zaposlenih. Slušatelji bodo pridobili dodatna aplikativna znanja, spretnosti in kvalifikacije za delo na ožjem strokovnem področju, kar bo izboljšalo njihovo usposobljenost za delo in zaposljivost.
Sta specialistično usmerjena programa v gospodarstvo, gospodarska razmerja in gospodarske tokove. Posegata pa tudi izven gospodarstva, saj se pravila davčnega prava in fiskalnih obremenitev uporabljajo tudi v negospodarskih dejavnostih zasebnih subjektov in javne uprave.

## Organizacije in društva študentov
Študentski svet Pravne fakultete Univerze v Mariboru je organ Pravne fakultete, ki obravnava in sklepa o vprašanjih s študijskega področja, pomembnih za študente. Po Zakonu o visokem šolstvu in Statutu Univerze v Mariboru je edini zastopnik mnenj in interesov vseh študentov fakultete. Rešuje problematiko, povezano s študenti, in se bori za dobrobit študentov.
Društvo študentov Pravne fakultete Univerze v Mariboru skrbi predvsem za obštudijske dejavnosti in njihov razvoj na fakulteti. Združuje študente Pravne fakultete v Mariboru, ki tako tudi svoj prosti čas povezujejo s pravom. Člani društva organizirajo študijske razprave, zabave, spoznavne večere, brucovanja, tečaja angleške in nemške pravne terminologije in debatni klub. V sodelovanju s profesorji in asistenti fakultete društvo organizira številne strokovne ekskurzije z namenom, da se študenti prava družijo in izobražujejo. 
ELSA Maribor (The European Law Students Association) je neprofitno in apolitično stanovsko organizacijo študentov prava in mladih pravnikov iz 41 držav Evrope. Združuje več kot 25.000 članov. Prizadeva si za izobraževanje mladih pravnikov, pospeševanje medsebojnega razumevanja in zviševanje družbene osveščenosti študentov prava in mladih pravnikov. Omogoča spoznavanje tujih kultur in pravnih sistemov, tesnejše povezave med študenti prava in mladimi pravniki različnih držav. Preko ELSE imajo študenti prava možnost spoznavati pravne sisteme zunaj meja lastne države. 
AEGEE Maribor (L´association des etats généraux des etudiants de l´Europe) oz. Združenje evropskih študentov in mladih diplomantov različnih fakultet je prostovoljna in neprofitna organizacija, ki povezuje več kot 15.000 članov iz 245 akademskih mest in iz 41 različnih evropskih držav. Zavzema se za mednarodno sodelovanje in komunikacijo, povezovanje študentov, omogoča neformalno druženje in medkulturno učenje. Člani se tako poleg osvajanja novih znanj in veščin naučijo tudi bolje razumeti medkulturne razlike.

## Društva pravnikov
Na fakulteti sta sedeža dveh pravniških društev. 
Pravniško društvo v Mariboru  je bilo ustanovljeno leta 1964. Društvo ima bogato zgodovino, priredilo je več kot 400 strokovnih predavanj. Člani društva so v različnih revijah objavili številne prispevke in strokovne komentarje, sodelovali so kot predavatelji in soorganizatorji na mnogih posvetovanjih in srečanjih. Društvo skrbi tudi za družbeno življenje, saj organizira različne ekskurzije in druge aktivnosti. Vkljuceno je v krovno organizacijo Zveza drustev pravnikov Slovenije. Predsednica društva je Bojana Kmetec Rošic.
Zveza društev za gospodarsko pravo Slovenije  je krovna organizacija društev pravnikov v gospodarstvu in drugih pravniških društev v Sloveniji. Ustanovljena je bila leta 1996, ko so se posamezna društva pravnikov v gospodarstvu združila v Zvezo društev pravnikov v gospodarstvu Slovenije. Vanjo vključenih šest regionalnih pravniških društev (Pravniško društvo Maribor, Pravniško društvo Ljubljana, Društvo pravnikov v gospodarstvu Celje, Društvo pravnikov v gospodarstvu Pomurja, Društvo za gospodarsko pravo Koroške, Društvo zasavskih pravnikov) in dve specializirani pravniški društvi (Slovensko društvo za evropsko pravo in Društvo za športno pravo). V okviru zveze deluje tudi sekcija za korporacijsko pravo. Predsednica zveze je dr. Darja Senčur Peček.

## Pravniki za otroke
Pravniki za otroke (oziroma s polnim imenom Skupina za pomoč staršem bolnih otrok) je pro-bono skupina, ki v sodelovanju z Ustanovo Fundacijo za pomoč otrokom pripravlja mnenja, v katerih pojasnjuje pravna vprašanja, ki se navezujejo na bolne otroke in njihove pravice s področje zdravstvenega varstva.
Skupina deluje od začetka leta 2009.

## Alumni klub PF
Na fakulteti deluje Alumni klub, ki povezuje diplomante vseh študijskih programov med seboj in do Pravne fakultete.
Z Alumni klubom za člane organizirajo družabne in strokovne dogodke, člane informirajo o aktivnostih Pravne fakultete, o različnih gostujočih predavanjih, okroglih mizah, seminarjih, ne zgolj s pravno tematiko, ampak tudi z drugimi temami (retorika, komunikatorika, čustvena inteligenca, tuja pravna terminologija, okrogle mize z odzivi na aktualne dogodke itd.).